# Altar mayor (novela)
Altar mayor es una novela escrita por Concha Espina en el año 1926.

## Argumento
La novela muestra el ambiente rural asturiano con una prosa poética notable. Trata sobre la relación entre Javier, un joven enamorado de su prima Teresina, que le corresponde, y los esfuerzos de la madre de éste por casarle con Leonor, una joven de nivel social más encumbrado según los baremos de la Asturias rural.

## Premios
La autora recibió por esta novela el Premio Nacional de Literatura de España en 1927.